# Đại dịch COVID-19 tại Yemen
Đại dịch COVID-19 đã được xác nhận đã lan sang Yemen khi ca nhiễm đầu tiên được xác nhận ở Hadhramaut vào ngày 10 tháng 4. Các tổ chức gọi tin tức này là "cú đánh tàn khốc" và "kịch bản ác mộng" với tình trạng y tế yếu kém của đất nước này.
Quốc gia này được coi là cực kỳ dễ bị tổn thương trước sự bùng phát, do tình hình y tế yếu kém bởi Nội chiến Yemen, trầm trọng hơn do nạn đói đang diễn ra, dịch tả và phong tỏa quân sự của Ả Rập Saudi và các đồng minh. Hệ thống y tế của Yemen đã bị "hủy diệt" bởi chiến tranh, với nhiều cơ sở bệnh viện bị phá hủy bởi các cuộc không kích và pháo kích cùng với việc thiếu nhân viên y tế.
Tính đến ngày 31 tháng 12 năm 2022, Yemen ghi nhận 11,945 trường hợp mắc COVID-19 và 2,159 trường hợp tử vong.

## Dòng thời gian
| COVID-19 tại Yemen () Tử vong Hồi phục Đang điều trị 20202021Thg 4Thg 5Thg 6Thg 7Thg 8Thg 9Thg 10Thg 11Thg 12Thg 1Thg 215 ngày gần nhất15 ngày gần nhất | COVID-19 tại Yemen () Tử vong Hồi phục Đang điều trị 20202021Thg 4Thg 5Thg 6Thg 7Thg 8Thg 9Thg 10Thg 11Thg 12Thg 1Thg 215 ngày gần nhất15 ngày gần nhất | COVID-19 tại Yemen () Tử vong Hồi phục Đang điều trị 20202021Thg 4Thg 5Thg 6Thg 7Thg 8Thg 9Thg 10Thg 11Thg 12Thg 1Thg 215 ngày gần nhất15 ngày gần nhất | COVID-19 tại Yemen () Tử vong Hồi phục Đang điều trị 20202021Thg 4Thg 5Thg 6Thg 7Thg 8Thg 9Thg 10Thg 11Thg 12Thg 1Thg 215 ngày gần nhất15 ngày gần nhất | COVID-19 tại Yemen () Tử vong Hồi phục Đang điều trị 20202021Thg 4Thg 5Thg 6Thg 7Thg 8Thg 9Thg 10Thg 11Thg 12Thg 1Thg 215 ngày gần nhất15 ngày gần nhất |
| --- | --- | --- | --- | --- |
| Ngày | Ngày | | Ca nhiễm | Tử vong |
| 2020-04-10 | 2020-04-10 | | 1(n.a.) | |
| ⋮ | ⋮ | | 1(=) | |
| 2020-04-24 | 2020-04-24 | | 1(=) | |
| ⋮ | ⋮ | | 1(=) | |
| 2020-04-29 | 2020-04-29 | | 6(+500%) | 2(n.a.) |
| ⋮ | ⋮ | | 6(=) | 2(=) |
| 2020-05-02 | 2020-05-02 | | 10(+67%) | 2(=) |
| 2020-05-03 | 2020-05-03 | | 10(=) | 2(=) |
| 2020-05-04 | 2020-05-04 | | 12(+20%) | 2(=) |
| 2020-05-05 | 2020-05-05 | | 22(+83%) | 3(+50%) |
| 2020-05-06 | 2020-05-06 | | 25(+14%) | 5(+67%) |
| 2020-05-07 | 2020-05-07 | | 25(=) | 5(=) |
| 2020-05-08 | 2020-05-08 | | 35(+40%) | 8(+60%) |
| 2020-05-09 | 2020-05-09 | | 36(+2,9%) | 8(=) |
| 2020-05-10 | 2020-05-10 | | 51(+42%) | 8(=) |
| 2020-05-11 | 2020-05-11 | | 56(+9,8%) | 9(+12%) |
| 2020-05-12 | 2020-05-12 | | 65(+16%) | 10(+11%) |
| 2020-05-13 | 2020-05-13 | | 70(+7,7%) | 12(+20%) |
| 2020-05-14 | 2020-05-14 | | 85(+21%) | 12(=) |
| 2020-05-15 | 2020-05-15 | | 106(+25%) | 15(+25%) |
| 2020-05-16 | 2020-05-16 | | 122(+15%) | 18(+20%) |
| 2020-05-17 | 2020-05-17 | | 128(+4,9%) | 20(+11%) |
| 2020-05-18 | 2020-05-18 | | 130(+1,6%) | 20(=) |
| 2020-05-19 | 2020-05-19 | | 167(+28%) | 28(+40%) |
| 2020-05-20 | 2020-05-20 | | 184(+10%) | 30(+7,1%) |
| 2020-05-21 | 2020-05-21 | | 193(+4,9%) | 33(+10%) |
| 2020-05-22 | 2020-05-22 | | 205(+6,2%) | 33(=) |
| 2020-05-23 | 2020-05-23 | | 212(+3,4%) | 39(+18%) |
| 2020-05-24 | 2020-05-24 | | 222(+4,7%) | 42(+7,7%) |
| 2020-05-25 | 2020-05-25 | | 233(+5%) | 44(+4,8%) |
| 2020-05-26 | 2020-05-26 | | 249(+6,9%) | 49(+11%) |
| 2020-05-27 | 2020-05-27 | | 255(+2,4%) | 53(+8,2%) |
| 2020-05-28 | 2020-05-28 | | 278(+9%) | 57(+7,5%) |
| 2020-05-29 | 2020-05-29 | | 283(+1,8%) | 65(+14%) |
| 2020-05-30 | 2020-05-30 | | 310(+9,5%) | 77(+18%) |
| 2020-05-31 | 2020-05-31 | | 323(+4,2%) | 80(+3,9%) |
| 2020-06-01 | 2020-06-01 | | 354(+9,6%) | 84(+5%) |
| 2020-06-02 | 2020-06-02 | | 399(+13%) | 87(+3,6%) |
| 2020-06-03 | 2020-06-03 | | 399(=) | 87(=) |
| 2020-06-04 | 2020-06-04 | | 453(+14%) | 103(+18%) |
| 2020-06-05 | 2020-06-05 | | 469(+3,5%) | 111(+7,8%) |
| 2020-06-06 | 2020-06-06 | | 482(+2,8%) | 111(=) |
| 2020-06-07 | 2020-06-07 | | 484(+0,41%) | 112(+0,9%) |
| 2020-06-08 | 2020-06-08 | | 496(+2,5%) | 112(=) |
| 2020-06-09 | 2020-06-09 | | 524(+5,6%) | 127(+13%) |
| 2020-06-10 | 2020-06-10 | | 560(+6,9%) | 129(+1,6%) |
| 2020-06-11 | 2020-06-11 | | 591(+5,5%) | 136(+5,4%) |
| 2020-06-12 | 2020-06-12 | | 632(+6,9%) | 139(+2,2%) |
| 2020-06-13 | 2020-06-13 | | 705(+12%) | 160(+15%) |
| 2020-06-14 | 2020-06-14 | | 728(+3,3%) | 164(+2,5%) |
| 2020-06-15 | 2020-06-15 | | 844(+16%) | 208(+27%) |
| 2020-06-16 | 2020-06-16 | | 885(+4,9%) | 214(+2,9%) |
| 2020-06-17 | 2020-06-17 | | 902(+1,9%) | 244(+14%) |
| 2020-06-18 | 2020-06-18 | | 909(+0,78%) | 248(+1,6%) |
| 2020-06-19 | 2020-06-19 | | 919(+1,1%) | 251(+1,2%) |
| 2020-06-20 | 2020-06-20 | | 922(+0,33%) | 254(+1,2%) |
| 2020-06-21 | 2020-06-21 | | 941(+2,1%) | 256(+0,79%) |
| 2020-06-22 | 2020-06-22 | | 967(+2,8%) | 257(+0,39%) |
| 2020-06-23 | 2020-06-23 | | 992(+2,6%) | 261(+1,6%) |
| 2020-06-24 | 2020-06-24 | | 1.015(+2,3%) | 274(+5%) |
| 2020-06-25 | 2020-06-25 | | 1.076(+6%) | 288(+5,1%) |
| 2020-06-26 | 2020-06-26 | | 1.089(+1,2%) | 293(+1,7%) |
| 2020-06-27 | 2020-06-27 | | 1.103(+1,3%) | 296(+1%) |
| 2020-06-28 | 2020-06-28 | | 1.118(+1,4%) | 302(+2%) |
| 2020-06-29 | 2020-06-29 | | 1.128(+0,89%) | 304(+0,66%) |
| 2020-06-30 | 2020-06-30 | | 1.158(+2,7%) | 312(+2,6%) |
| 2020-07-01 | 2020-07-01 | | 1.190(+2,8%) | 318(+1,9%) |
| 2020-07-02 | 2020-07-02 | | 1.221(+2,6%) | 325(+2,2%) |
| 2020-07-03 | 2020-07-03 | | 1.240(+1,6%) | 335(+3,1%) |
| 2020-07-04 | 2020-07-04 | | 1.248(+0,65%) | 337(+0,6%) |
| 2020-07-05 | 2020-07-05 | | 1.265(+1,4%) | 338(+0,3%) |
| 2020-07-06 | 2020-07-06 | | 1.284(+1,5%) | 345(+2,1%) |
| 2020-07-07 | 2020-07-07 | | 1.297(+1%) | 348(+0,87%) |
| 2020-07-08 | 2020-07-08 | | 1.318(+1,6%) | 351(+0,86%) |
| 2020-07-09 | 2020-07-09 | | 1.356(+2,9%) | 361(+2,8%) |
| 2020-07-10 | 2020-07-10 | | 1.380(+1,8%) | 364(+0,83%) |
| 2020-07-11 | 2020-07-11 | | 1.389(+0,65%) | 365(+0,27%) |
| 2020-07-12 | 2020-07-12 | | 1.465(+5,5%) | 417(+14%) |
| 2020-07-13 | 2020-07-13 | | 1.498(+2,3%) | 424(+1,7%) |
| ⋮ | ⋮ | | 1.498(=) | 424(=) |
| 2020-07-19 | 2020-07-19 | | 1.581(+5,5%) | 443(+4,5%) |
| ⋮ | | | | |
| 2020-07-24 | 2020-07-24 | | 1.654(n.a.) | 461(n.a.) |
| ⋮ | | | | |
| 2020-11-29 | 2020-11-29 | | 2.077(n.a.) | 605(n.a.) |
| ⋮ | ⋮ | | 2.077(=) | 605(=) |
| 2020-12-03 | 2020-12-03 | | 2.077(=) | 606(+0,17%) |
| ⋮ | ⋮ | | 2.077(=) | 606(=) |
| 2020-12-06 | 2020-12-06 | | 2.078(+0,05%) | 606(=) |
| ⋮ | ⋮ | | 2.078(=) | 606(=) |
| 2020-12-09 | 2020-12-09 | | 2.079(+0,05%) | 606(=) |
| 2020-12-10 | 2020-12-10 | | 2.081(+0,1%) | 606(=) |
| 2020-12-11 | 2020-12-11 | | 2.082(+0,05%) | 606(=) |
| 2020-12-12 | 2020-12-12 | | 2.083(+0,05%) | 606(=) |
| ⋮ | ⋮ | | 2.083(=) | 606(=) |
| 2020-12-15 | 2020-12-15 | | 2.085(+0,1%) | 606(=) |
| 2020-12-16 | 2020-12-16 | | 2.085(=) | 606(=) |
| 2020-12-17 | 2020-12-17 | | 2.087(+0,1%) | 606(=) |
| ⋮ | ⋮ | | 2.087(=) | 606(=) |
| 2020-12-21 | 2020-12-21 | | 2.087(=) | 606(=) |
| ⋮ | ⋮ | | 2.087(=) | 606(=) |
| 2020-12-24 | 2020-12-24 | | 2.092(+0,24%) | 606(=) |
| ⋮ | ⋮ | | 2.092(=) | 606(=) |
| 2020-12-27 | 2020-12-27 | | 2.094(+0,1%) | 607(+0,17%) |
| 2020-12-28 | 2020-12-28 | | 2.096(+0,1%) | 608(+0,16%) |
| 2020-12-29 | 2020-12-29 | | 2.096(=) | 610(+0,33%) |
| 2020-12-30 | 2020-12-30 | | 2.097(+0,05%) | 610(=) |
| 2020-12-31 | 2020-12-31 | | 2.099(+0,1%) | 610(=) |
| 2021-01-01 | 2021-01-01 | | 2.101(+0,1%) | 610(=) |
| 2021-01-02 | 2021-01-02 | | 2.101(=) | 610(=) |
| 2021-01-03 | 2021-01-03 | | 2.101(=) | 610(=) |
| 2021-01-04 | 2021-01-04 | | 2.101(=) | 610(=) |
| 2021-01-05 | 2021-01-05 | | 2.101(=) | 610(=) |
| 2021-01-06 | 2021-01-06 | | 2.102(+0,05%) | 610(=) |
| 2021-01-07 | 2021-01-07 | | 2.104(+0,1%) | 610(=) |
| 2021-01-08 | 2021-01-08 | | 2.104(=) | 610(=) |
| 2021-01-09 | 2021-01-09 | | 2.104(=) | 610(=) |
| 2021-01-10 | 2021-01-10 | | 2.104(=) | 611(+0,16%) |
| 2021-01-11 | 2021-01-11 | | 2.105(+0,05%) | 612(+0,16%) |
| 2021-01-12 | 2021-01-12 | | 2.107(+0,1%) | 612(=) |
| 2021-01-13 | 2021-01-13 | | 2.109(+0,09%) | 612(=) |
| 2021-01-14 | 2021-01-14 | | 2.110(+0,05%) | 612(=) |
| 2021-01-15 | 2021-01-15 | | 2.111(+0,05%) | 612(=) |
| 2021-01-16 | 2021-01-16 | | 2.112(+0,05%) | 612(=) |
| 2021-01-17 | 2021-01-17 | | 2.112(=) | 612(=) |
| 2021-01-18 | 2021-01-18 | | 2.113(+0,05%) | 612(=) |
| 2021-01-19 | 2021-01-19 | | 2.115(+0,09%) | 612(=) |
| 2021-01-20 | 2021-01-20 | | 2.115(=) | 612(=) |
| 2021-01-21 | 2021-01-21 | | 2.115(=) | 614(+0,33%) |
| 2021-01-22 | 2021-01-22 | | 2.118(+0,14%) | 614(=) |
| 2021-01-23 | 2021-01-23 | | 2.118(=) | 615(+0,16%) |
| 2021-01-24 | 2021-01-24 | | 2.118(=) | 615(=) |
| 2021-01-25 | 2021-01-25 | | 2.118(=) | 615(=) |
| 2021-01-26 | 2021-01-26 | | 2.119(+0,05%) | 615(=) |
| 2021-01-27 | 2021-01-27 | | 2.120(+0,05%) | 615(=) |
| ⋮ | ⋮ | | 2.120(=) | 615(=) |
| 2021-01-30 | 2021-01-30 | | 2.120(=) | 615(=) |
| 2021-01-31 | 2021-01-31 | | 2.121(+0,05%) | 615(=) |
| 2021-02-01 | 2021-02-01 | | 2.122(+0,05%) | 615(=) |
| 2021-02-02 | 2021-02-02 | | 2.122(=) | 615(=) |
| ⋮ | ⋮ | | 2.122(=) | 615(=) |
| 2021-02-05 | 2021-02-05 | | 2.124(+0,09%) | 615(=) |
| 2021-02-06 | 2021-02-06 | | 2.127(+0,14%) | 615(=) |
| 2021-02-07 | 2021-02-07 | | 2.127(=) | 615(=) |
| 2021-02-08 | 2021-02-08 | | 2.131(+0,19%) | 615(=) |
| 2021-02-09 | 2021-02-09 | | 2.131(=) | 615(=) |
| 2021-02-10 | 2021-02-10 | | 2.133(+0,09%) | 616(+0,16%) |
| 2021-02-11 | 2021-02-11 | | 2.134(+0,05%) | 616(=) |
| 2021-02-12 | 2021-02-12 | | 2.136(+0,09%) | 616(=) |
| 2021-02-13 | 2021-02-13 | | 2.136(=) | 616(=) |
| 2021-02-14 | 2021-02-14 | | 2.145(+0,42%) | 617(+0,16%) |
| 2021-02-15 | 2021-02-15 | | 2.145(=) | 617(=) |
| 2021-02-16 | 2021-02-16 | | 2.148(+0,14%) | 618(+0,16%) |
| 2021-02-17 | 2021-02-17 | | 2.151(+0,14%) | 618(=) |
| 2021-02-18 | 2021-02-18 | | 2.154(+0,14%) | 618(=) |
| 2021-02-19 | 2021-02-19 | | 2.157(+0,14%) | 618(=) |
| Nguồn: - Ủy ban khẩn cấp quốc gia tối cao Yemen về Covid                                                                                                | | | | |

### Tháng 4 năm 2020
Trường hợp đầu tiên được xác nhận vào ngày 10 tháng 4, bệnh nhân là một người đàn ông 60 tuổi ở vùng sản xuất dầu phía nam Hadhramaut. Ông vẫn trong tình trạng ổn định. Nhà chức trách đã niêm phong cảng nơi người đàn ông làm việc và bảo các nhân viên khác tự cách ly trong hai tuần. Các khu vực lân cận của Shabwah và al-Mahrah đã đóng cửa với Hadhramaut, nơi lệnh giới nghiêm hàng đêm kéo dài 12 giờ.

## Phòng ngừa
Để đối phó với mối đe dọa ngày càng tăng, Houthis tuyên bố tạm dừng các chuyến bay quốc tế vào ngày 15 tháng 3. Các quan chức Yemen cũng bước lên để chiến đấu chống lại mối đe dọa từ coronavirus.
Cơ quan Phát triển Quốc tế Hoa Kỳ (USAID) cho biết vào ngày 26 tháng 3 rằng họ sẽ đình chỉ một phần hoạt động tại các khu vực do phiến quân Houthi nắm giữ vì những hạn chế do phiến quân áp đặt. Do đó, Oxfam America tuyên bố sẽ buộc phải chấm dứt các dịch vụ quan trọng để phòng ngừa coronavirus, bao gồm cả việc thúc đẩy vệ sinh và chăm sóc sức khỏe ban đầu.
Sau khi thúc giục Liên Hợp Quốc theo đuổi các cuộc đàm phán hòa bình, liên minh do Saudi dẫn đầu trong cuộc nội chiến được gọi là lệnh ngừng bắn đơn phương bắt đầu từ ngày 9 tháng 4 vào buổi trưa, để hỗ trợ các nỗ lực ngăn chặn sự lây lan của virus.